# 川野俊一
川野俊一（日语：／ Kawano Shunichi，1936年11月29日—2009年5月12日），日本男子摔跤运动员。他曾代表日本参加世界摔跤锦标赛，获得一枚铜牌。他也曾参加1960年、1964年和1968年夏季奥林匹克运动会。